# Carpeneto
Carpeneto est une commune italienne de moins de 1 000 habitants située dans la province d'Alexandrie, dans la région du Piémont, dans le nord-est de l'Italie.

## Administration
| Période                                  | Période | Identité | Étiquette | Qualité |
| ---------------------------------------- | ------- | -------- | --------- | ------- |
|                                          |         |          |           |         |
| Les données manquantes sont à compléter. |         |          |           |         |

### Communes limitrophes
Montaldo Bormida, Predosa, Rocca Grimalda, Sezzadio, Trisobbio

## Personnalités nées à Carpeneto
- Giancarlo Perini (1959- ...), coureur cycliste